# Carmen Sings Monk
| Recensione       | Giudizio |
| ---------------- | -------- |
| AllMusic         | [ 1 ]    |
| Robert Christgau | A-       |

Carmen Sings Monk è un CD di Carmen McRae, pubblicato dall'etichetta discografica Novus Records nel 1990.
L'album ricevette una nomination al Grammy 1991 come migliore voce femminile di jazz.

## Tracce
1. Get It Straight (Live) – 3:55 (Sally Swisher, Thelonious Monk) – Brano strumentale conosciuto come Straight, No Chaser
2. Dear Ruby – 5:55 (Sally Swisher, Thelonious Monk) – Brano strumentale conosciuto come Ruby, My Dear
3. It's Over Now – 5:24 (Mike Ferro, Thelonious Monk) – Brano strumentale conosciuto come Well You Needn't
4. Monkery's the Blues – 4:51 (Abbey Lincoln, Thelonious Monk) – Brano strumentale conosciuto come Blue Monk
5. You Know Who – 3:26 (Jon Hendricks, Thelonious Monk) – Brano strumentale conosciuto come I Mean You
6. Little Butterfly – 5:12 (Jon Hendricks, Thelonious Monk) – Brano strumentale conosciuto come Pannonica
7. Listen to Monk – 3:03 (Jon Hendricks, Thelonious Monk) – Brano strumentale conosciuto come Rhythm-A-Ning
8. How I Wish... – 4:52 (Jon Hendricks, Thelonious Monk) – Brano strumentale conosciuto come Ask Me Now
9. Man, That's Was a Dream – 2:51 (Jon Hendricks, Thelonious Monk) – Brano strumentale conosciuto come Monk's Dream
10. 'Round Midnight – 6:27 (Bernie Hanighen, Thelonious Monk)
11. Still We Dream – 3:23 (Mike Ferro, Thelonious Monk) – Brano strumentale conosciuto come Ugly Beauty
12. Suddenly (Live) – 3:36 (Jon Hendricks, Thelonious Monk) – Brano strumentale conosciuto come In Walked Bud
13. Looking Back – 5:31 (Jon Hendricks, Thelonious Monk) – Brano strumentale conosciuto come Reflections
14. Suddenly – 3:08 (Jon Hendricks, Thelonious Monk) – Brano strumentale conosciuto come In Walked Bud
15. Get It Straight – 3:28 (Sally Swisher, Thelonious Monk) – Brano strumentale conosciuto come Straight, No Chaser

Edizione CD del 2001, pubblicato dalla Bluebird Records (09026-63841-2)
Tutti i brani composti (musica) da Thelonious Monk
1. Get It Straight (Live Recording) – 3:55 (Sally Swisher)
2. Dear Ruby – 5:57 (Sally Swisher)
3. It's Over Now – 5:25 (Mike Ferro)
4. Monkery's the Blues – 4:53 (Abbey Lincoln)
5. You Know Who – 3:28 (Jon Hendricks)
6. Little Butterfly – 5:11 (Jon Hendricks)
7. Listen to Monk – 3:05 (Jon Hendricks)
8. How I Wish – 4:53 (Jon Hendricks)
9. Man, That's Was a Dream – 2:51 (Jon Hendricks)
10. 'Round Midnight – 6:28 (Bernie Hanighen)
11. Still We Dream – 3:24 (Mike Ferro)
12. Suddenly (Live Recording) – 3:38 (Jon Hendricks)
13. Looking Back – 5:32 (Jon Hendricks)
14. Suddenly (Alternate Version) – 3:09 (Jon Hendricks)
15. Get It Straight (Alternate Version) – 3:25 (Sally Swisher)
16. 'Round Midnight (Alternate Version) – 7:11 (Bernie Hanighen) – Bonus Track - Previously Unreleased
17. Listen to Monk (Alternate Take) – 2:59 (Jon Hendricks) – Bonus Track - Previously Unreleased
18. Man, That Was a Dream (Alternate Take) – 3:23 (Jon Hendricks) – Bonus Track - Previously Unreleased

## Musicisti
- Carmen McRae - voce
- George Mraz - contrabbasso
- Al Foster - batteria
- Charlie Rouse - sassofono tenore (brani: n. 1 e n. 12)
- Clifford Jordan - sassofono tenore (brani: n. 2, n. 3, n. 4, n. 5, n. 6, n. 7, n. 8, n. 9, n. 10, n. 11, n. 14 e n. 15)
- Clifford Jordan - sassofono soprano (brano: n. 13)
- Larry Willis - pianoforte (brani: n. 1 e n. 12)
- Eric Gunnison - pianoforte (brani: n. 2, n. 3, n. 4, n. 5, n. 6, n. 7, n. 8, n. 9, n. 10, n. 11, n. 13, n. 14 e n. 15)

Note aggiuntive
- Larry Clothier - produttore
- Tom Bradshaw - produttore esecutivo
- Ben Young - produttore riedizione
- Brani n. 1 e n. 12 registrati dal vivo il 30 gennaio e 1º febbraio 1988 al Great American Music Hall di San Francisco, California
- Brani n. 2, n. 3, n. 4, n. 5, n. 6, n. 7, n. 8, n. 9, n. 10, n. 11, n. 13, n. 14 e n. 15 registrati il 12 e 13 aprile 1988 al Clinton Recording Studio di New York
- Leslie Ann Jones - ingegnere delle registrazioni (brani: n. 1 e n. 12)
- Ed Rak - ingegnere delle registrazioni (brani: n. 2, n. 3, n. 4, n. 5, n. 6, n. 7, n. 8, n. 9, n. 10, n. 11, n. 13, n. 14 e n. 15)
- Michael O. Drexler - masterizzazione
- Piero Alfieri e Ria Lewerke - direttori artistici